# Троллейбус Кьети
Тролле́йбус Кье́ти ― троллейбусная система в Кьети, Италия. Была открыта в 2009 году и состоит из одного маршрута длиной 9,6 километров. С 1950 по 1992 год в городе работала более ранняя система, следовавшая по тому же маршруту и заменившая собой трамвай. В начале 1980-х годов Кьети был самым маленьким городом в Италии с действовавшим троллейбусным движением.

## Маршруты
Единственный маршрут № 1 проходит по следующему пути: Холм дель Ара―Площадь ди Мартини Пеннеси―Ж/д станция―Центр города―Сент-Анна, при этом исключительно троллейбусы используются только в первой половине дня. Во второй половине дня и во время праздников кроме троллейбусов на маршрут выходят автобусы.

## История
Прежняя троллейбусная система Кьети была открыта 16 июля 1950 года вместо устаревшего к тому времени городскому трамваю, который использовался с 1905 года. Единственный маршрут системы соединял железнодорожную станцию, расположенную в пригороде Кьети, и городской центр, расположенный на возвышенности, и повторял нынешний, однако маршрут между станцией и центром города был неудобен для пассажиров.
Финансирование, необходимое для поддержания хорошего состояния троллейбусной системы, отсутствовало, а единственное обновление парка подвижного состава прошло в середине 1980-х годов. Из-за плохого состояния контактной сети троллейбусное движение в Кьети было закрыто на реконструкцию в 1992 году. Изначально управляющей компанией планировалось провести ремонтные работы в течение нескольких лет, но отсутствие средств для поддержания реконструкции она не была начата вплоть до 2002 года; во время ремонта произошло несколько поломок, отсрочивших повторное открытие движения. Система была снова открыта 26 сентября 2009 года и по состоянию на октябрь 2022 года продолжает свою работу.

## Подвижной состав

### Бывший подвижной состав
Следующие троллейбусы использовались в Кьети до 1992 года:
- Fiat 668F ― в 1960-х годах система Кьети получила 4 троллейбуса Fiat от Генуи[2].
- Menarini 201 FLU ― троллейбусы Menaniri заменили Fiat в 1985—1986 годах.

### Нынешний подвижной состав
Современный подвижной состав Кьети представлен следующими троллейбусами:
- Menarini 201 FLU ― троллейбусы были сохранены после 1992 года, 7 из 10 транспортных средств были перекрашены в жёлто-зелёную ливрею; не эксплуатируются[1].
- Van Hool A330T ― парк троллейбусов Van Hool представлен пятью единицами.